# Yukio Mishima
Yukio Mishima  (三島 由紀夫?, Mishima Yukio), pseudonimo di Kimitake Hiraoka (平岡 公威?, Hiraoka Kimitake; Tokyo, 14 gennaio 1925 – Tokyo, 25 novembre 1970), è stato uno scrittore, drammaturgo, saggista e poeta giapponese.
Considerato come uno degli autori giapponesi più importanti del ventesimo secolo, ebbe notorietà anche come attore, regista cinematografico e artista marziale. Le sue posizioni politiche lo resero una figura controversa in Giappone, dove continua ad esserlo ancora al giorno d'oggi. Convinto patriota, fu il fondatore della Tatenokai, una milizia civile con il dichiarato scopo di restaurare la dignità dell'Impero giapponese.
Mishima è entrato nell'immaginario collettivo anche per la tragica conclusione della sua vita: il 25 novembre 1970, insieme a quattro membri della sua milizia, fece irruzione in una base militare di Tokyo, prese in ostaggio il comandante della base, e dal balcone del suo ufficio tenne un discorso alle truppe accorse, incitandole all'insurrezione contro la costituzione post-bellica. Dopo aver concluso il suo discorso si suicidò commettendo seppuku, il suicidio rituale dei samurai.

## Biografia

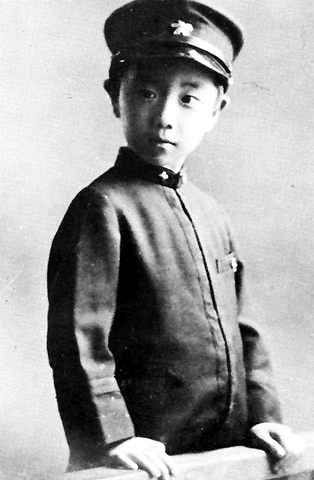
Mishima da bambino

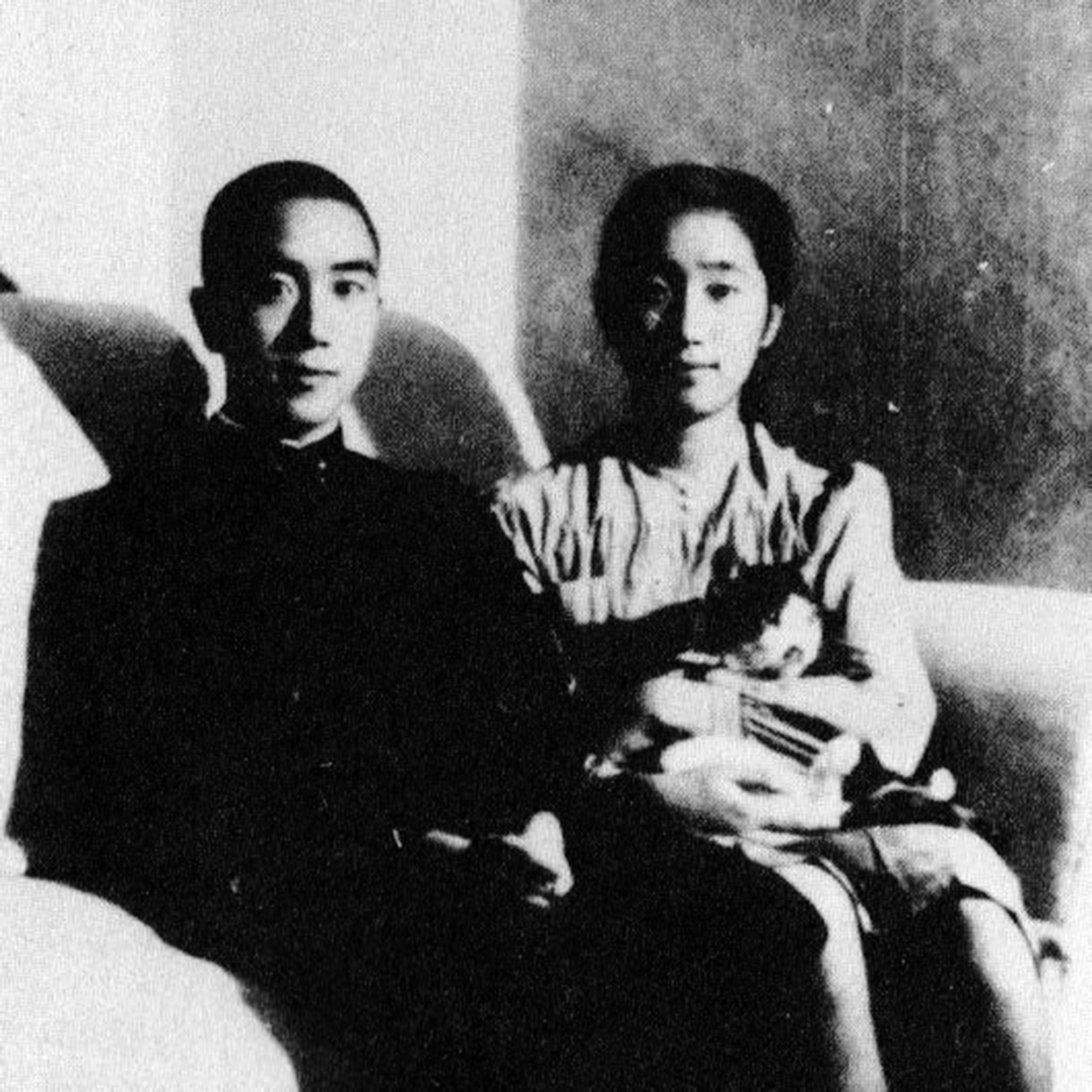
Mishima da giovane insieme a sua sorella

Yukio Mishima, al secolo Kimitake Hiraoka, nasce a Tōkyō il 14 gennaio 1925 nella casa dei nonni paterni, Jotarō Hiraoka (1873-1930) e sua moglie Natsuko (1867-1948). Insieme ai nonni coabitavano i genitori di Kimitake, Azusa (1897-1969) e Shizue (1899-1961). La nonna, reduce da un matrimonio infelice, decide di assumersi tutta la responsabilità della sua educazione, riversando un affetto ossessivo sul piccolo Kimitake: usurpando il ruolo della madre poco più di un mese dopo la nascita, ella diventerà una figura importantissima nello sviluppo del carattere del giovane Mishima, non soltanto per quanto riguarda gli aspetti psicologici ma anche perché lo avvicinerà alla letteratura classica e alle forme del teatro Nō e Kabuki.
La nonna tiene il bambino rinchiuso nella propria camera a fianco del futon e alla madre era permesso visitarlo solo ogni quattro ore e per un brevissimo tempo, necessario per l'allattamento. Non gli viene mai permesso di uscire da casa. Il bambino sfuggirà all'influenza della nonna, ormai sempre più debole, nel 1934, quando la madre con un sotterfugio riuscì a sottrarglielo. Queste ed altre esperienze dell'infanzia e dell'adolescenza sono riportate nel romanzo Confessioni di una maschera del 1949, autoanalisi approfondita della sua vita fino a quel momento, in cui già si trovano tematiche e argomenti che saranno presenti in tutta la produzione dell'autore.
Dal 1931 aveva intrapreso gli studi al Gakushūin, la scuola dei Pari, sotto la spinta della nonna. Gli alunni di questa scuola non facevano necessariamente parte dell'aristocrazia, anche se chi non lo era veniva considerato un "outsider". Con un tipo di educazione spartana, gli studenti erano incoraggiati a diventare soldati più che poeti, ma Mishima prende parte alle attività del club letterario e alcune sue poesie vengono pubblicate sulla rivista della scuola.

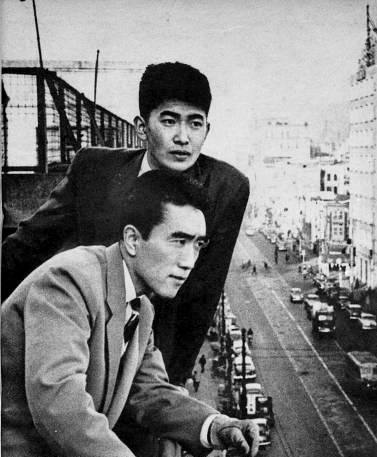
Mishima con il politico e scrittore Shintaro Ishihara

Comincia a scrivere il suo primo lavoro in prosa di una certa importanza, Hanazakari no Mori (La foresta in fiore): completato nel 1941, è fortemente influenzato dalla scuola romantica giapponese (Nihon romanha). Lo stile classicheggiante farà sì che venga notato dal professore di lettere del Gakushūin, Shimizu Fumio, membro della scuola romantica. Sarà lui a far pubblicare il racconto sulla rivista Bungei Bunka, e proprio in quest'occasione viene scelto lo pseudonimo "Mishima Yukio". Nel 1944, Hanazakari no Mori verrà pubblicato in forma di libro insieme ad altri racconti: il suo successo farà conoscere per la prima volta il nome dello scrittore al pubblico.
Finita la scuola, sotto pressione del padre si iscrive all'università per studiare giurisprudenza. Non solo conseguirà la laurea, ma vincerà un concorso per un ambitissimo posto di funzionario statale al Ministero delle Finanze. Nel periodo del lavoro al Ministero, vive una sorta di "doppia vita": funzionario statale fino alla sera e scrittore di notte, dormendo non più di tre o quattro ore. La situazione diventa presto insostenibile: scivola per la stanchezza sui binari della stazione di Shibuya e, d'accordo con il padre, presenta le dimissioni dal Ministero per dedicarsi esclusivamente alla scrittura. Nel 1946 fa visita con due suoi racconti allo scrittore futuro premio Nobel Yasunari Kawabata. Fra i due nascerà un rapporto soprattutto di grande stima e rispetto reciproco prima che di maestro-discepolo.

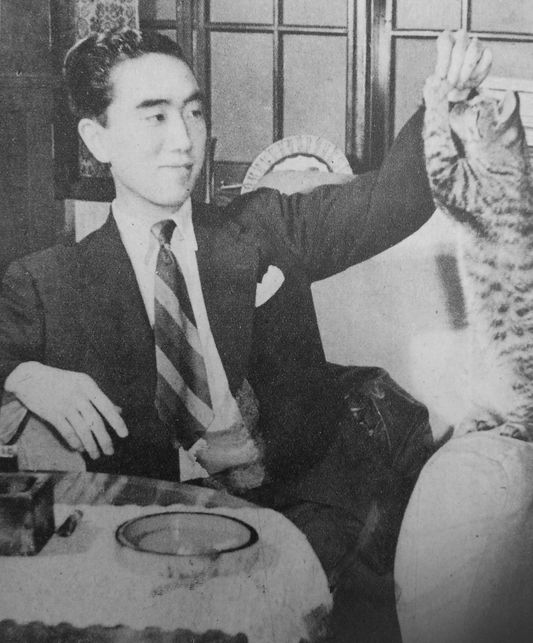
Mishima nel 1948

Nel 1948 si unisce alla rivista letteraria Kindai Bungaku, legata ad ambienti di sinistra. Mishima nei suoi romanzi cercò generalmente di evitare qualsiasi riferimento alla politica che non fosse strettamente descrittivo (si vedano ad esempio Dopo il banchetto e Cavalli in fuga), ma è comunque difficile immaginarlo integrato nell'ambiente intellettuale di sinistra, visto il suo ideale di patriottismo indiscriminato e trascendente l'ambizione personale; Mishima probabilmente entrò a far parte del gruppo per ottenere più contatti col mondo intellettuale dell'epoca. È però nel giugno del 1949, con la pubblicazione di Kamen no Kokuhaku (Confessioni di una maschera), un romanzo semi-autobiografico in cui l'autore racconta l'evoluzione della propria omosessualità, che ottiene il riconoscimento della critica e un buon successo di vendite. Tra il 1950 e il 1951 pubblica tre importanti romanzi: Sete d'amore, L'età verde (entrambi del 1950) e Colori proibiti (1951). Invece di continuare con la forma-confessione che lo aveva portato al successo, in Sete d'amore torna alla narrazione in terza persona.
Nel 1951 visita gli Stati Uniti, il Brasile e l'Europa come corrispondente dell'Asahi Shinbun. Saranno soprattutto la Grecia e l'estetica classica a impressionarlo: l'ispirazione troverà forma in Shiosai (La voce delle onde; 1954). Il viaggio in Grecia e un nuovo culto del corpo segnano l'inizio di una nuova vita per Mishima: dal 1955 inizia a dedicarsi al culturismo, seguito dalla pratica delle arti marziali, precisamente del kendō. Mishima si sposa il 30 maggio 1958 con Yoko Sugiyama (1929-1995), più che altro per compiacere la famiglia; la coppia avrà due figli, Noriko (1959) e Ichiro (1962).
Nonostante sia nota la sua frequentazione dei locali per omosessuali giapponesi, e nonostante gli elementi autobiografici contenuti in Confessioni di una maschera, il suo orientamento sessuale per alcuni studiosi resta controverso. Dopo la morte la vedova ha tentato di smorzare il dibattito su questo aspetto della vita del marito. Varie persone sostennero di avere avuto relazioni di tipo omosessuale con Mishima; tra queste lo scrittore Jirō Fukushima il quale, in un suo libro, riportò stralci abbastanza espliciti della corrispondenza che tenne con il famoso romanziere. Dopo tale pubblicazione i figli di Mishima perseguirono con successo Fukushima per violazione della privacy. In questo periodo conosce e diventa amico del fotografo Eikoh Hosoe, di cui sarà il modello delle sue foto per il volume Bara-kei, 1961–1962. All'estero il titolo sarà Killed by Roses o Ordeal by Roses.
Ormai diventato personaggio pubblico, appare come protagonista nella pellicola tratta da Yūkoku (Patriottismo, 1966), racconto di un giovane ufficiale che decide di morire tramite seppuku insieme alla moglie, film da lui scritto, diretto e interpretato; le sue foto come culturista e kendōka vengono pubblicate sui giornali popolari, così come le notizie dei periodi di addestramento insieme al Jieitai (Forza di Autodifesa Giapponese) e alla fondazione della Tate no Kai (Società degli scudi), il suo "esercito privato". La tetralogia Hōjō no Umi (Il mare della fertilità) comincia ad apparire dal 1965. L'ultimo volume viene pubblicato nel 1970.

### Il suicidio rituale
(da Lezioni spirituali per giovani samurai e altri scritti, traduzione di L. Origlia, Feltrinelli)

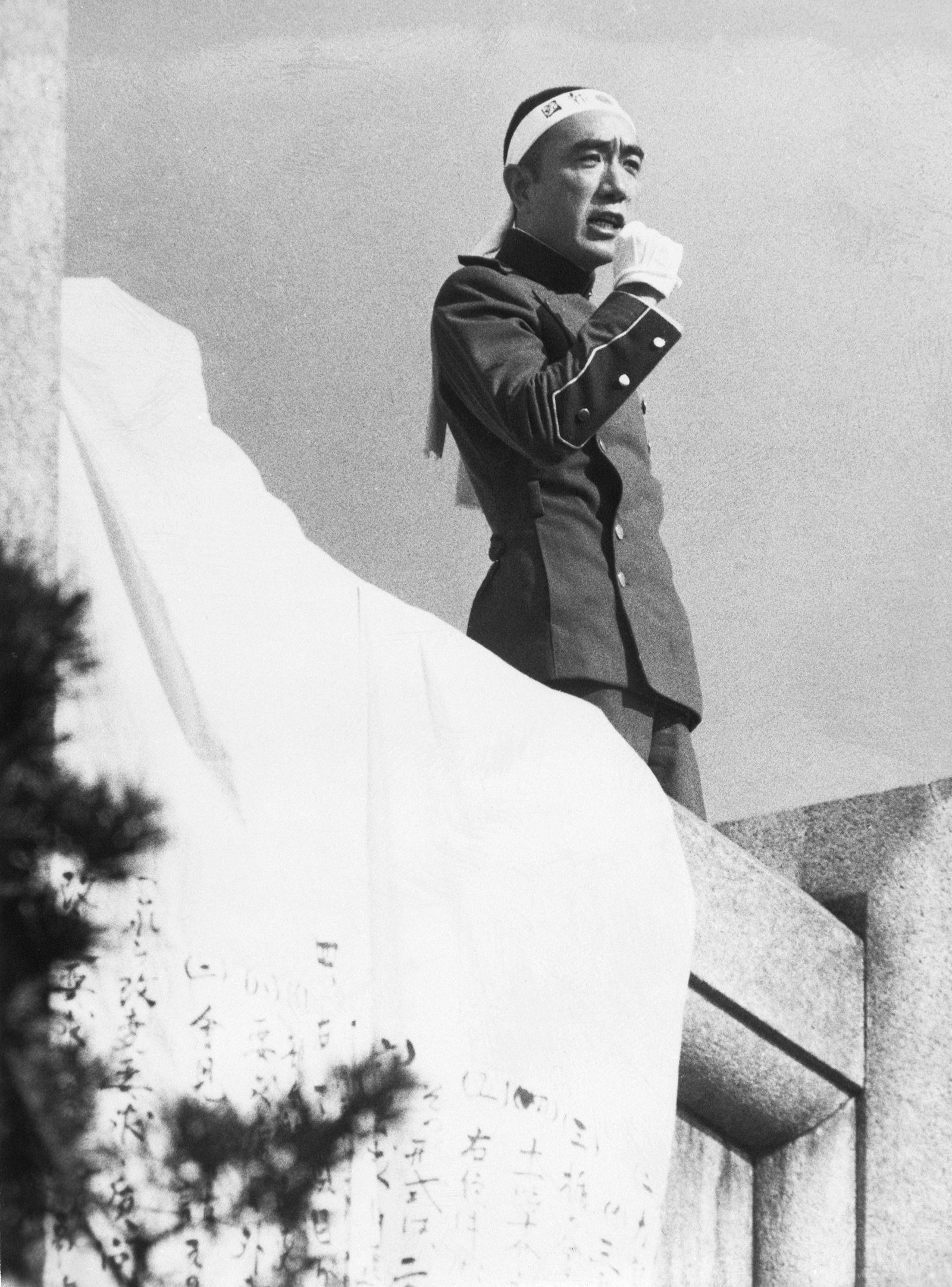
Mishima arringa i membri del Tate no Kai e i militari, prima di suicidarsi tramite seppuku (25 novembre 1970)

Da sempre ossessionato dall'idea della morte, sia a livello personale sia artistico, decide di unire questo disagio esistenziale al suo ideale politico di patriottismo tradizionalista.
Il 25 novembre del 1970, a 45 anni, insieme ai quattro più fidati membri del Tate no Kai, occupa l'ufficio del generale Mashita dell'esercito di autodifesa. Dal balcone dell'ufficio, di fronte a un migliaio di uomini del reggimento di fanteria, oltre che a giornali e televisioni, tenne il suo ultimo discorso: l'esaltazione dello spirito del Giappone, identificato con l'Imperatore, e la condanna della costituzione del 1947 e del trattato di San Francisco, che hanno subordinato, secondo Mishima, alla democrazia e all'occidentalizzazione il sentimento nazionale giapponese:
(Yukio Mishima, Discorso prima del suicidio rituale)
Al termine del discorso, entrato nell'ufficio, e dopo aver inneggiato all'Imperatore, si toglie la vita tramite seppuku, il suicidio rituale dei samurai, trafiggendosi il ventre e facendosi poi decapitare dal suo più fidato amico e discepolo, Masakatsu Morita (1946-1970), che sbaglia per tre volte il colpo di grazia previsto dal rito tradizionale. Lo scrittore viene quindi finito da un altro commilitone paramilitare, Hiroyasu Koga (1931-1994), e poi anche Morita si uccide.

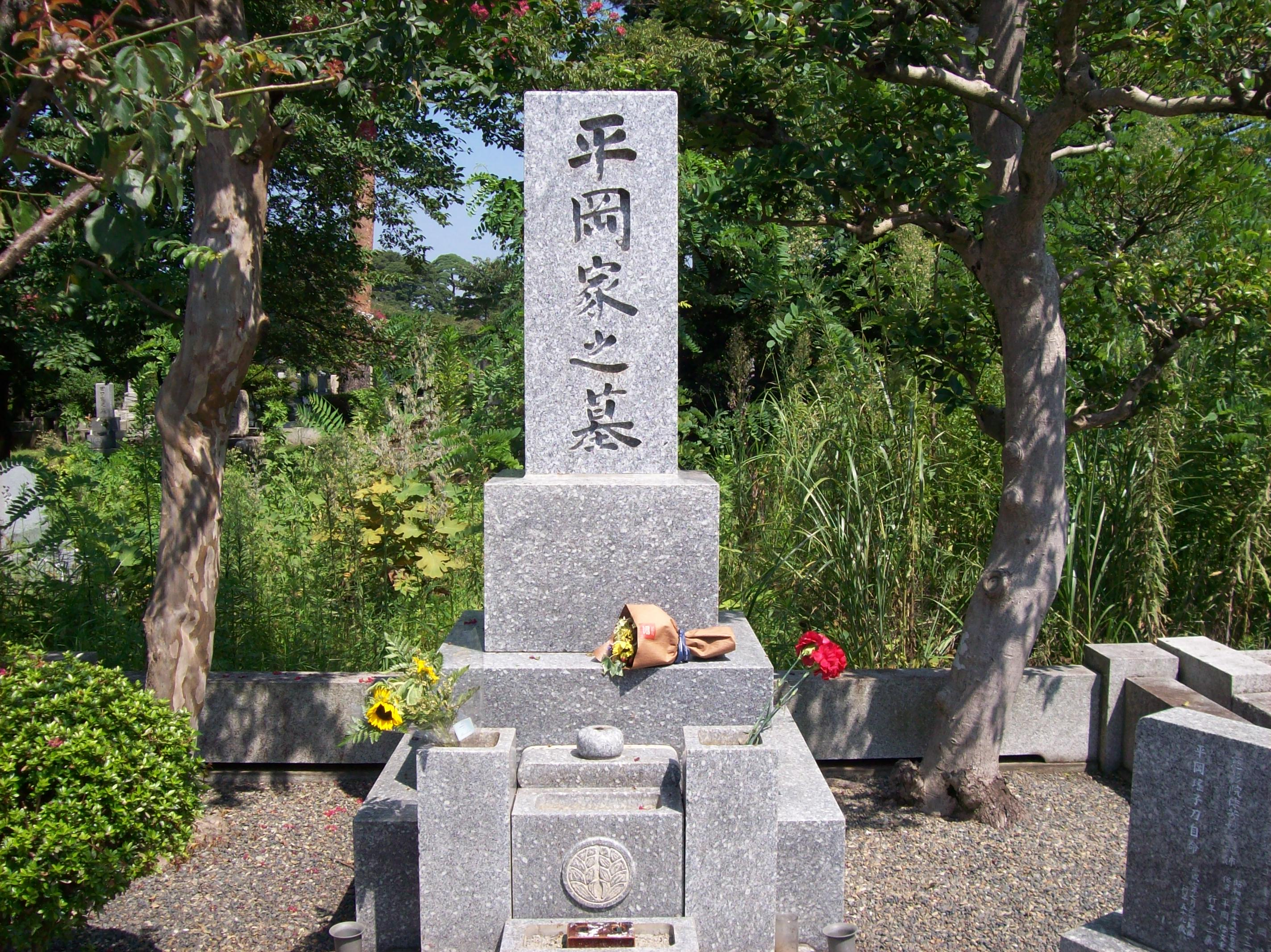
Tomba di Mishima

I tre sopravvissuti si consegnarono alla giustizia e vennero condannati a quattro anni di prigione per l'occupazione del ministero, ma furono liberati per buona condotta dopo pochi mesi.

## Giudizio storico
Personaggio difficile e complesso, spesso in Europa considerato vicino al fascismo, e al dannunzianesimo, secondo vari critici interpretava invece una personale visione del nazionalismo nipponico in chiave nostalgica, un conservatore decadente come lo definì Alberto Moravia, che lo aveva incontrato nella sua casa in stile occidentale liberty in un sobborgo di Tokyo. Egli si autodefiniva apolitico e antipolitico. Tra i suoi ideali più forti vanno annoverati il patriottismo, che ispirò anche numerosi personaggi delle sue opere, e il culto per l'Imperatore, visto non come personaggio reale, storico o figura autoritaria ma come ideale astratto e/o semidivino, incarnazione dell'essenza del Giappone tradizionale. Mishima fu anche anticomunista e antiamericanista.
Con la sua tragica morte avvenuta in diretta televisiva nel 1970 all'età di quarantacinque anni (data studiata e ponderata accuratamente), con il suicidio rituale (seppuku) durante l'occupazione simbolica del ministero della difesa, suggellò la conclusione insieme della sua vita e della sua vicenda letteraria: poco prima del suo suicidio aveva infatti consegnato all'editore l'ultima parte della tetralogia Il mare della fertilità (completata comunque circa tre mesi prima della consegna, ma sulla quale appare, nell'ultima pagina, la data simbolica "25/11/1970", come a volere lasciare il suo ultimo testamento). La sua uscita di scena era stata organizzata con lucidità e freddezza: uscendo dal suo studio per andare incontro all'epilogo della propria vita lasciò un biglietto in cui era scritto «La vita umana è breve, ma io vorrei vivere per sempre». Va ricordato che la morte ha sempre ossessionato Mishima durante tutta la sua vita, un'ossessione che si riflette chiaramente nelle sue opere.
Mishima fu anche fondatore di una organizzazione paramilitare, di cui lui era capo e finanziatore, chiamata Tate no kai ("Associazione degli scudi"), che rifiutava in maniera netta ciò che lui definiva una sottomissione del Giappone, ossia il trattato di San Francisco del 1951, col quale il suo paese aveva rinunciato per sempre a possedere un esercito che non fosse di autodifesa e di misura ridotta, affidando la propria difesa agli Stati Uniti. Egli insistette spesso sulla funzione non reale ma simbolica del suo esercito, composto solo da 100 giovani selezionati dallo scrittore stesso, inteso come esercito di salvaguardia dello spirito tradizionale giapponese e difensore dell'Imperatore.

## Ricezione critica
Mishima è famoso in occidente sia per il suo seppuku sia per le sue opere, che fanno di lui, comunque, l'autore giapponese più tradotto nel mondo.
Altri hanno paragonato Mishima a Gabriele D'Annunzio, mentre rimane comunque una figura scomoda sia per il mondo intellettuale dei conservatori sia presso i progressisti: nel primo caso, a causa della sua bisessualità e della sua astratta apoliticità; nel secondo caso, per il suo nazionalismo. Il critico letterario Fausto Gianfranceschi individuò alcune corrispondenze tra il gesto estremo di Mishima e quello del monaco Mizoguchi, protagonista de Il Padiglione d'oro. Per Gianfranceschi, il romanzo è sinonimo dell'atto finale dello scrittore: «è impossibile sopportare la realtà quando un'idea violenta (di bellezza o di grandezza) invade l'uomo, provocando una lancinante lacerazione. Nel libro la soluzione è letteraria, ma l'autore l'ha personalmente realizzata rovesciando le parti: ha distrutto se stesso per dare più forza alla sua idea di grandezza».
È stato avvicinato ad altri scrittori e artisti della "mistica omosessuale", personaggi fuori dagli schemi, spesso nostalgici di un passato idealizzato, come Federico García Lorca, Jean Genet, Rainer Werner Fassbinder e Pier Paolo Pasolini.
Mishima nella sua vita fu un appassionato degli scritti di Thomas Mann, Yasunari Kawabata, Fëdor Dostoevskij, Friedrich Nietzsche, Gabriele D'Annunzio, Marchese de Sade, Oscar Wilde, Sun Tzu, Yoshitoshi, Yamamoto Tsunetomo, Joris-Karl Huysmans, Mori Ōgai, Georges Bernanos e Miyamoto Musashi, da cui trasse lo stile e tematiche letterarie.

## Opere
Il seguente elenco delle opere di Mishima riporta l'ordine cronologico originale della prima edizione giapponese, prima col titolo dell'edizione italiana e poi, tra parentesi, quello originale, anche col testo traslitterato col sistema Hepburn, e l'anno d'uscita; seguono il traduttore e l'editore italiano.

### Romanzi
- Ladri (盗賊 - Tōzoku), 1948.
- Confessioni di una maschera (仮面の告白 - Kamen no kokuhaku, 1949), trad. dall'inglese americano di Marcella Bonsanti, Milano, Feltrinelli, 1969; trad. dal giapponese di Andrea Maurizi, Milano, Mondadori, 2004 - Milano, Feltrinelli, 2025.
- Sete d'amore (愛の渇き - Ai no kawaki, 1950), trad. dal giapponese di Lydia Origlia, Parma, Guanda, 1988, ISBN 88-8246-153-X; Milano, Feltrinelli, 2022.
- Notti di immacolato candore (純白の夜 - Junpaku no Yoru), 1950.
- L'età verde (青の時代 - Ao no jidai, 1950), trad. dal giapponese di Lydia Origlia, Milano, SE, 1986, ISBN 88-7710-037-0.
- L'avventura di Natsuko (夏子の冒険 - Natsuko no Bōken), 1951.
- Colori proibiti (禁色 - Kinjiki, 1951, 1953), trad. di Lydia Origlia, Milano, Editoriale Nuova, 1982; trad. dal giapponese di Maria Gioia Vienna, Milano, Mondadori, 2004, ISBN 88-04-48027-0.
- Fabbricato in Giappone (につぽん製 - Nippon-sei), 1952-1953.
- La voce delle onde (潮騒 - Shiosai, 1954), traduzione dall'inglese americano di Liliana Frassati Sommavilla, Milano, Feltrinelli, 1961.
- La Dea (女神 - Megami), 1954-1955.
- La cascata sommersa (沈める滝 - Shizumeru Taki), 1955.
- Kōfukugō Shuppan (幸福号出帆), 1955; in libro nel 1956.
- Il padiglione d'oro (金閣寺 - Kinkakuji, 1956), trad. dal giapponese di Mario Teti, Milano, Feltrinelli, 1962.
- Una primavera troppo lunga (永すぎた春 - Nagasugita Haru, 1956), trad. di Laura Testaverde, Collana Narratori, Milano, Feltrinelli, 2024, ISBN 978-88-070-3592-0.
- Una virtù vacillante (美徳のよろめき - Bitoku no Yoromeki, 1957), trad. dal giapponese di Lydia Origlia, Milano, SE, 2007, ISBN 978-88-7710-692-6.
- La casa di Kyōko (鏡子の家 - Kyōko no Ie, 1959), in Romanzi e racconti 1949-1961, Collezione I Meridiani, Milano, Mondadori, 2004.
- Dopo il banchetto (宴のあと - Utage no ato, 1960), trad. dall'inglese americano di Livia Livi, Milano, Feltrinelli, 1964.
- Signorina (お嬢さん - Ojōsan), 1960.
- Trastulli di animali (獣の戯れ - Kemono no Tawamure, 1961), trad. dal giapponese di Lydia Origlia, Collana I Narratori, Milano, Feltrinelli, settembre 1983, ISBN 88-07-01293-6; Collana UEF n.994, Feltrinelli, 1995.
- Stella meravigliosa (美しい星 - Utsukushii Hoshi, 1962), trad. dal giapponese di Lydia Origlia, Vicenza, Neri Pozza, 2000, ISBN 978-88-730-5734-5; Milano, Guanda, 2002-2023; Milano, Feltrinelli, 2024.
- La folle corsa dell'amore (愛の疾走 - Ai no Shissō), 1963.
- Il sapore della gloria (午後の曳航 - Gogo no Eikō, 1963), trad. dal giapponese di Mario Teti, Milano, Mondadori, 1967; Milano, Leonardo, 1991; Milano, Feltrinelli, 2010.
- La scuola della carne (肉体の学校 - Nikutai No Gakkō, 1963), trad. di Carlotta Rapisarda, Milano, Feltrinelli, 2013, ISBN 978-88-070-3066-6.
- Seta e astuzia (絹と明察 - Kinu to Meisatsu), 1964.
- Musica (音楽 - Ongaku, 1964), trad. dal giapponese di Emanuele Ciccarella, Collana I Narratori, Milano, Feltrinelli, 1993, ISBN 978-88-070-1448-2.
- Lui è complicato (複雑な彼 - Fukuzatsuna Kare), 1966.
- Abito da sera (夜会服 - Yakaifuku, 1966-1967), trad. dal giapponese di Virginia Sica, Collana Oscar Scrittori Moderni n.1978, Milano, Mondadori, 2008, ISBN 978-88-04-57842-0; Collana UEF, Milano, Feltrinelli, 2023, ISBN 978-88-078-9733-7.
- Lezioni di lettere di Mishima Yukio (三島由紀夫レター教室 - Mishima Yukio Letter Kyōshitsu), 1967-1968.
- In punta di penna (1966-67), traduzione di Alessandro Clementi Degli Albizzi, Collana I Narratori, Milano, Feltrinelli, 2023, ISBN 978-88-070-3536-4.
- Vita in vendita (命売ります - Inochi Urimasu, 1968), traduzione di Giorgio Amitrano, Collana I Narratori, Milano, Feltrinelli, 2022, ISBN 978-88-070-3267-7. [prima serializzato tra il 21 maggio e l'8 ottobre 1968]
- Il mare della fertilità (豊饒の海 - Hōjō no Umi), 1965-1970, tetralogia[24] composta da:
  - Neve di primavera (春の雪 - Haru no Yuki, 1965-1967; in libro nel 1969), trad. di Andrea Maurizi, Milano, Mondadori, 2006; Milano, Feltrinelli, 2009. [trad. dall'inglese di Riccardo Mainardi, Milano, Bompiani, 1982, ISBN 88-452-5214-0]
  - A briglia sciolta (奔馬 - Honba, 1967-1968; in libro nel 1969), trad. di Lorenzo Costantini, Milano, Mondadori, 2006; Milano, Feltrinelli, 2009, ISBN 978-88-07-72149-6. [col titolo Cavalli in fuga, trad. dall'inglese di Riccardo Mainardi, Milano, Bompiani, 1983, ISBN 88-452-5104-7]
  - Il tempio dell'alba (暁の寺 - Akatsuki no Tera, 1968-1970; in libro nel 1970), trad. di Emanuele Ciccarella, Milano, Mondadori, 2006; Milano, Feltrinelli, 2010, ISBN 88-07-72238-0. [trad. dall'inglese di R. Mainardi, Milano, Bompiani, 1984, ISBN 88-452-5102-0]
  - La decomposizione dell'angelo (天人五衰 - Tennin Gosui, 1970; in libro nel 1971), trad. dal giapponese di Emanuele Ciccarella, Milano, Mondadori, 2006; Collana UEF n.2319, Milano, Feltrinelli, 2012, ISBN 978-88-07-72319-3. [col titolo Lo specchio degli inganni, trad. dall'edizione inglese di Riccardo Mainardi, Milano, Bompiani, 1985, ISBN 88-452-5213-2]

### Racconti
- La foresta in fiore (花ざかりの森 - Hanazakari no mori, 1944), trad. dal giapponese e Postfazione di Emanuele Ciccarella, Milano, Feltrinelli, 1991.
- Una stanza chiusa a chiave (鍵のかかる部屋 - Kagi no kakaru heya, 1954), trad. dal giapponese di Lydia Origlia, Milano, ES, 1993.
- Medioevo & Il palazzo del bramito dei cervi. Mishima, la Storia e vicende segrete (Chūsei, 1945–1946; Rokumeikan, dramma del 1956), traduzione dal giapponese, cura e testi critici di Virginia Sica, Roma, Atmosphere libri, febbraio 2019, ISBN 978-88-656-4291-7.
- La dimora delle bambole (雛の宿 - Hina no yado, 1946-1963), trad. dal giapponese di Lydia Origlia, Milano, SE, 1998.
- Martirio (殉教 - Junkyō, 1946), trad. dal giapponese di Y. Gemba, a cura di Francesco Cappellini, Collana Ocra Gialla n.46, Pistoia, Via del Vento, 2009, ISBN 978-88-622-6025-1.
- Ali (翼 - Tsubasa, 1951), trad. dal giapponese di Tomoko Senoo, Collana Millelire, Roma, Stampa Alternativa, 1992, ISBN 978-88-722-6158-3.
- Morte di mezza estate e altri racconti (真夏の死 - Manatsu no shi, 1952), trad. di Marco Amante, Prefazione di Alberto Moravia, Milano, Longanesi, 1971; Milano, Guanda, 2009, ISBN 88-8246-619-1.
- Patriottismo (憂國 - Yūkoku), 1960
- La spada (剣 - Ken, 1963), trad. di Ornella Civardi e Roberto Rossi Testa, Collana Testi e Documenti n.187, Milano, SE, 2009, ISBN 978-88-771-0761-9. [contiene anche scritti di Henry Miller, Marguerite Yourcenar e Donald Keene ]
- La voce degli spiriti eroici (英霊の聲 - Eirei no koe, 1966), trad. dal giapponese di Lydia Origlia, Milano, SE, 1998, ISBN 88-7710-397-3.
- Atti di adorazione. Sette racconti inediti, trad. [dalla versione inglese di John Bester] di Gaspare Bona, Novara, De Agostini, aprile 1991, ISBN 978-88-402-9089-8.

### Saggi
- La coppa di Apollo (アポロの杯 - Aporo no Sakazuki, 1967), Milano, Leonardo Editore, 1993, ISBN 978-88-355-0129-9. [raccolta di articoli sui viaggi dell'autore]
- La via del guerriero (葉隠入門 - Hagakure nyūmon, 1967)
  - trad. dal giapponese di Andrea Maurizi, Collana I Narratori, Milano, Feltrinelli, 2023, ISBN 978-88-070-3571-5.
  - trad. dall'inglese col titolo La via del samurai, trad. di Pier Francesco Paolini, Prefazione di Francesco Saba Sardi, Collana NuovoPortico, Milano, Bompiani, 1983, ISBN 88-452-4597-7.
- Sole e acciaio (太陽と鉄 - Taiyō to tetsu, 1970)
  - traduzione dal giapponese di Adrian Popa, Prefazione di Pierre Pascal, Milano, Edizioni del Borghese, 1972.
  - traduzione dal giapponese di Lydia Origlia, Parma, Guanda, 1982, ISBN 88-7746-215-9.
- Lezioni spirituali per giovani Samurai (若きサムライのための精神講話 - Wakaki Samurai no tameno Seishin kowa, giugno 1968 – maggio 1969), trad. dal giapponese di Lydia Origlia, Milano, SE, 1987; Milano, Feltrinelli, 1991. [raccolta di 5 saggi, comprendente il proclama letto dall'autore pochi istanti prima del suicidio rituale]
- Il pazzo morire, trad. e cura di Giuseppe Fino, Collana Yugao, Sanno-Kai, 1979.
- Ancora intorno al pazzo morire, Introduzione di Giorgio Freda, Edizioni di Ar, 1980.
- La difesa della cultura (Bunka Boeiron, 1968), traduzione dal giapponese di Silvio Vita e Romano Vulpitta, Introduzione di Daniele Dell'Orco, Alatri, Idrovolante Edizioni, 2020, ISBN 978-88-99564-60-5.

### Epistolari
- Mishima Yukio-Kawabata Yasunari, Lettere [1945-1970] (川端康成・三島由紀夫 往復書簡 - Kawabata Yasunari・Mishima Yukio Ohfuku Shokan, 1997), trad. e cura di Lydia Origlia, con uno scritto di Diane de Margerie, Collana Testi e Documenti n.123, Milano, SE, 2002, ISBN 88-7710-543-7.

### Teatro

#### Shingeki
- Higashi no Hakase tachi (東の博士たち Magi dell'Est), 1939
- Rotei (路程 Il Viaggio), 1939, non pubblicato
- Kirusuto Koutanki (基督降誕記 La nascita di Cristo), 1939
- Yakata (館 La dimora), 1939, incompiuto
- Yagatemi Date to (やがてみ楯と Per diventare uno scudo), 1943
- 'Ayame (あやめ Iris), 1948
- Kataku (火宅 Casa in fiamme), 1948
- Inquietudine d'amore (Ai no Fuan (愛の不安 Ai no Fuan, 1949), trad. di Serena Bisacca, Viterbo, Stampa Alternativa, 1993, ISBN 978-88-722-6155-2
- Tōdai (灯台 Il Faro), 1949
- Niobe (ニオベ Niobe), 1949
- Seijo (聖女 La Santa Donna), 1949
- Majinreihai (魔神礼拝 Adorazione del diavolo), 1950
- Koi ni Natta Oshōsan (鯉になつた和尚さん Il monaco che divenne una carpa), 1951
- Shinshi (紳士 Il gentiluomo), 1952 (teatro silente)
- Tada Hodo Takai Mono wa Nai (只ほど高いものはない Nulla di così costoso quanto quello gratis), 1952
- Yoro no Himawari (夜の向日葵 Girasoli al crepuscolo), 1953
- Wakodo yo Yomigaere (若人よ蘇れ Alzati, Gioventù!), 1954
- Bokushingu (ボクシング Fare di boxe), 1954
- Koi niwa Nanatsu no Kagi ga Aru (恋には七ツの鍵がある Ci sono sette chiavi per amare), 1955
- Sangenshoku (三原色 Tre colori primari), 1955
- Fune no Aisatsu (船の挨拶 Saluti alla nave), 1955
- Shiroari no Su (白蟻の巣 Nido di termiti), 1955
- Daishōgai (大障碍 Il principale ostacolo), 1956
- Rokumeikan (鹿鳴館 Rokumeikan), 1956
- Asa no Tsutsuji (朝の躑躅 Azalea del mattino), 1957
- Bara to Kaizoku (薔薇と海賊 Rose e pirati), 1958
- Onna wa Senryo Sarenai (女は占領されない Le donne non saranno mai imprigionate), 1959
- Nettaiju (熱帯樹 Albero tropicale: una tragedia in tre atti), 1960
- Toka no Kiku (十日の菊 Crisantemo del decimo giorno), 1961
- Kuro-tokage (黒蜥蜴 Lucertola nera), 1961
- Yorokobi no Koto (喜びの琴 L'arpa della gioia), 1964
- Koi no Hokage (恋の帆影 Ombre d'amore), 1964
- Madame de Sade (サド侯爵夫人 - Sado Kōshaku Fujin, 1965), trad. dal giapponese di Lydia Origlia, Milano, Guanda, ISBN 88-8246-454-7.
- Shitakiri Suzume (舌切雀 Passero dalla lingua tagliata), 1965
- Suzaku Ke no Metsubo (朱雀家の滅亡 La caduta della famiglia Suzaku), 1967
- Il mio amico Hitler (わが友ヒットラー - Waga Tomo Hittorā, 1968), trad. dal giapponese di Lydia Origlia, Milano, Guanda.
- Raiō no Terasu (癩王のテラス La terrazza del Re lebbroso), 1969

#### Nō moderno
- Il cuscino magico (邯鄲 - Kantan), 1950
- Il tamburo di Aya (綾の鼓 - Aya no Tsuzumi), 1951
- Komachi nella tomba (卒塔婆小町 - Sotoba Komachi), 1952
- La signora Aoi (葵上 - Aoi no Ue), 1954
- Divieto donna (班女 - Hanjo), 1955
- Tempio Dōjō (道成寺 - Dōjōji), 1957
- Yuya (熊野), 1959
- Il prete supplicante (弱法師 - Yoroboshi), 1960
- Servizio commemorativo del Principe Genji (源氏供養 - Genji Kuyō), 1962
- Busu (附子), moderno Kyōgen scritto nel 1957, pubblicato nel 1971, ma mai rappresentato.
- Long After Love, compilation di altri testi del teatro Nō moderno da rappresentare a New York, scritti nel 1957, pubblicati nel 1971
- Cinque Nō moderni (近代能楽集 - Kindai nōgaku shū, 1956)

### Adattamenti tradotti
- Jean Cocteau, Orphée, 1956, adattamento Buyō
- Jean Racine, Britannicus, 1957
- Oscar Wilde, Salome, 1960
- Johann Wolfgang Goethe, Proserpina, 1962
- Giacomo Puccini, Tosca, 1963
- Helen Bannerman, The Story of Little Black Sambo, 1964
- Gabriele D'Annunzio, Le martyre de Saint Sébastien, 1965[17][18]
- Victor Hugo, Ruy Blas, 1966
- Notti arabe, 1967
- Jean Cocteau, L'Aigle à deux têtes, 1967

## Riferimenti nella cultura di massa
- Il suicidio di Mishima è alla base del film La donna che voleva morire del regista giapponese Koji Wakamatsu (1971).
- A lui è dedicata una canzone degli Stranglers, Death And Night And Blood, inclusa nel loro terzo album in studio Black and White del 1978.
- La canzone Forbidden Colours, della colonna sonora del film Furyo (Merry Christmas, Mr. Lawrence) del 1983, composta da Ryuichi Sakamoto con testo di David Sylvian è ispirata dall'omonimo romanzo Colori proibiti.
- Il compositore minimalista americano Philp Glass ha composto il suo terzo quartetto per archi nel 1985 dedicandolo alla vita e al suicidio di Mishima.
- Mishima è celebrato insieme al poeta russo Majakovskij nella canzone Morire del gruppo punk italiano CCCP - Fedeli alla linea contenuta nell'album 1964-1985 Affinità-divergenze fra il compagno Togliatti e noi - Del conseguimento della maggiore età del 1986.
- In riferimento alla strofa "Festivals End As Festivals Must", contenuta nella canzone Rose Cloud of Holocaust dell'omonimo album (1995) dei Death in June, Douglas Pearce ha dichiarato di ispirarsi ad "un vecchio titolo di giornale che commemora il decimo anniversario della morte per suicidio di uno dei miei autori preferiti, Yukio Mishima".
- Le canzoni I'm Afraid of Japan[25] e Adventure.exe[26] di Final Fantasy, pseudonimo del cantautore canadese Owen Pallett, sono dedicate a Yukio Mishima.
- Il cantautore identitario e di estrema destra Sköll ha dedicato svariate canzoni e due album all'autore.
- Un presunto plagio nei confronti di Mishima ha scandalizzato l'opinione pubblica coreana nel giugno 2015, quando l'Huffington Post Korea ha sostenuto che l'autrice coreana Kyung-Sook Shin avrebbe tratto contenuti dal racconto breve intitolato Patriottismo per la sua opera Leggenda del 1994.[27][28][29]
- Nel saggio epistolare Del declinare del mondo di Beniamino Di Dario una delle lettere, quella conclusiva, è destinata a Mishima nella sera precedente il suicidio.[30]
- Nella serie animata Strappare lungo i bordi di Zerocalcare, prodotta da Netflix, viene menzionato Mishima nel primo episodio "La steppa batterica di Plutone".

## Film su Mishima
- Mishima - Una vita in quattro capitoli di Paul Schrader (1985)
- 25/11 Il giorno dell'autodeterminazione - Mishima e i giovani di Kōji Wakamatsu (2012)

### Documentari
- Nel segno del comando: Shogun, il grande samurai di Piero e Alberto Angela (2010): speciale di Superquark dedicato a Tokugawa Ieyasu e al Giappone tradizionale, tra cui una piccola parte anche su Mishima e il suo suicidio rituale.